# On the 6
On the 6 là album phòng thu đầu tay của nghệ sĩ thu âm kiêm diễn viên người Mỹ Jennifer Lopez, album được phát hành vào ngày 1 tháng 6 năm 1999 bởi hãng thu Work Records. Lopez, người chỉ được biết đến với vai trò là diễn viên, đã bắt tay vào việc thực hiện album vào cuối năm 1998. On The 6 xuất hiện tại vị trí thứ 8 trên bảng xếp hạng Billboard 200 tại Mỹ, với 112,000 bản được tiêu thụ vào tuần đầu tiên. Kể từ khi Work Records sáp nhập thành Epic Records, Lopez đã ký hợp đồng với Epic và On the 6 sau đó đã được phát hành bởi hãng Columbia Records. 
Album gồm đĩa đơn quán quân Billboard Hot 100, "If You Had My Love", và bài hát lọt vào tốp 10, "Waiting for Tonight", cùng ba đĩa đơn khác tương đối thành công trên các bảng xếp hạng gồm, "Let's Get Loud", "Feelin' So Good" và "No Me Ames". On The 6 đã bán được ba triệu bản toàn thế giới vào tháng 8 năm 2000, và 8 triệu bản toàn thế giới tính đến nay.
Album mang âm hưởng nhạc Tây Ban Nha-Pop nói về chủ đề tình yêu, kết hợp với cuộc sống đời thường của Lopez, được thể hiện rõ qua ca khúc "Feelin' So Good". Sau On The 6, Lopez đã tự mình chuyển sang từ một nữ diễn viên đến một ca sĩ thành công trong vòng 12 tháng. Đây chính là một trong những album thành công nhất của Lopez.

## Bối cảnh thực hiện
Đầu năm 1999, Lopez đã bỏ tiền để thu âm bốn ca khúc thu thử và gửi đến hãng thu của Sony. Hãng thu "rất thích nó", nhưng khuyên rằng cô nên hát bằng tiếng Anh, thay vì bằng tiếng Tây Ban Nha trong bản demo.
Việc quảng bá cho album đã được bắt đầu vào tháng 5 năm 1999. Tựa đề On The 6 có nhắc đến tuyến tàu điện ngầm số 6, nơi cô thường bắt tàu để đi lại từ quê hương của cô, the Bronx đến nơi làm việc của mình là Manhattan trong những năm khởi nghiệp tại Castle Hill. Lopez chia sẻ rằng On The 6 mang "linh hồn nhạc Latin" và mong muốn rằng album sẽ thu hút những người giống như cô, "Tiếng Anh là tiếng mẹ đẻ của tôi. Tôi lớn lên ở đây. Tôi được sinh ra tại đây, tôi không hề có sự nghiệp tại Tây Ban Nha trước đây. Tôi nghĩ rằng nó [album] đương nhiên sẽ thu hút những thế hệ người như tôi, tôi lớn lên ở Mỹ nhưng tôi có cha mẹ là người Latin hay đúng hơn là cha mẹ thuộc một dân tộc khác." Tên gốc của album vốn dĩ được đặt là Feelin' So Good, vì cô muốn "Feelin' So Good" trở thành đĩa đơn dẫn đầu, tuy nhiên, "If You Had My Love" sau đó đã thay thế vị trí này. Album gồm hai ca khúc hát lại của Diana Ross là: "Promise Me You'll Try" (là bài hát tặng kèm trong những ấn bản phát hành bên ngoài Hoa Kỳ) và "Nhạc chủ đề từ Mahogany (Do You Know Where You're Going To)".

## Đĩa đơn và giải thưởng
Đĩa đơn đầu tiên từ album, "If You Had My Love" được phát hành vào ngày 21 tháng 5 năm 1999. Ca khúc xuất hiện với vị trí khá thấp trên bảng xếp hạng Billboard Hot 100 là 64, nhờ lượng phát thanh và số bán cao, ca khúc đã vươn lên vị trí đầu bảng vào ngày 12 tháng 6 năm 1999, trở thành đĩa đơn dẫn đầu quán quân đầu tiên của cô; đây đồng thời cũng là ca khúc đứng đầu duy nhất của cô mà không cần video âm nhạc.
"If You Had My Love" trụ vững trên bảng xếp hạng tổng cộng 25 tuần, cũng như vươn lên bảng xếp hạng Billboard Pop Songs. Nhìn lại thành công của bài hát, trong một bài phỏng vấn vào năm 2011, Lopez cho rằng "Tôi vẫn nghĩ về nó [ca khúc] và vẫn rất ngạc nhiên, bài hát đầu tiên mà tôi thực hiện đã leo lên vị trí số một. Đó là một cảm xúc khó tả. Điều không phải lúc nào cũng xảy ra cả. Đây chính là một điều rất đặc biệt." 
Album sau đó đã tiếp tục phát hành ca khúc "Waiting For Tonight", vươn lên vị trí số 8 trên bảng xếp hạng Hot 100 và quán quân bảng Dance Club. 
Trước khi phát hành "Waiting For Tonight", bản ballad tiếng Tây Ban Nha mang âm hưởng nhạc Latin song ca với Marc Anthony (người cô đã kết hôn từ năm 2004 đến 2011), "No Me Ames" đã được phát hành nhưng lại không giành được vị trí nào trên các bảng xếp hạng chính. "No Me Ames" nhận được hai đề cử tại lễ trao Giải Latin Grammy cho "Trình diễn Song ca hoặc nhóm nhạc Pop xuất sắc nhất" và "Video âm nhạc xuất sắc nhất".
On the 6 gồm sự xuất hiện của Big Pun và Fat Joe trong ca khúc "Feelin' So Good", giành được thành công tương đối trên bảng Hot 100, nhưng lại thất bại trong việc lọt vào tốp 50. "Let's Get Loud", đĩa đơn cuối cùng từ album, giúp Lopez nhận được một đề cử Giải Grammy cho hạng mục "Thu âm nhạc Dance xuất sắc nhất" vào năm 2001. "Waiting for Tonight" đồng thời cũng nhận được đề cử này vào năm trước.

## Đánh giá chuyên môn
| Đánh giá chuyên môn  | Đánh giá chuyên môn |
| Nguồn đánh giá       | Nguồn đánh giá      |
| Nguồn                | Đánh giá            |
| -------------------- | ------------------- |
| Allmusic             | đường dẫn           |
| Entertainment Weekly | (C) đường dẫn       |
| Rolling Stone        | đường dẫn           |
| Urban Latino         | đường dẫn           |

Rob Sheffield từ tạp chí Rolling Stone cho album (và Lopez) một đánh giá khả quan, viết rằng "Điều bất ngờ đáng vui mừng trong On the 6 đó chính là cô ấy biết mình đang làm gì. Thay cho giọng hát đầy căng thẳng đến nổi trội, Lopez lại dính với tiếng thì thào nhạc R&B đầy gượng gạo của một ngôi sao mới nổi, người không cần phải nổi bật vì cô đã sẵn biết rằng mình đã gây chú ý." Anh đồng thời cũng cho rằng cô có "đầy sự tự phụ, tự tin rõ ràng" nhờ nhà sản xuất âm nhạc Rodney Jerkins và gợi nhớ đến tác phẩm kinh điển năm 1964 của Ann-Margret, Al Hirt, Beauty and the Beard."
Một nhà phê bình từ Newsday cho rằng "cô ấy rất nghiêm túc về sự nghiệp ca hát của mình, mặc những lời đánh giá lãnh đạm của On the 6 [...] những nhà phê bình vẫn cho rằng phần bìa đĩa hào nhoáng bên ngoài còn tốt hơn cả giọng hát của Lopez."

## Diễn biến thương mại
Album xuất hiện tại vị trí thứ 8 trên bảng xếp hạng U.S. Billboard 200 vào tuần 19 tháng 6 năm 1999 cùng 112,000 bản được tiêu thụ trong tuần đầu tiên, và nằm trong tốp 20 tổng cộng 11 tuần và 53 tuần trên bảng xếp hạng (kèm theo một lần xuất hiện lại). Lopez sau đó đã dẫn đầu lễ trao giải Billboard Music Video Awards năm 1999 với 7 đề cử, tương tự như Christina Aguilera.

## Danh sách ca khúc
| STT              | Nhan đề                                                  | Sáng tác                                                                                      | Nhà sản xuất                    | Thời lượng |
| ---------------- | -------------------------------------------------------- | --------------------------------------------------------------------------------------------- | ------------------------------- | ---------- |
| 1.               | "If You Had My Love"                                     | Rodney Jerkins, Fred Jerkins III, LaShawn Daniels, Cory Rooney                                | R. Jerkins                      | 4:26       |
| 2.               | "Should've Never"                                        | Rooney, Jennifer Lopez, Samuel Barnes, Jean-Claude Olivier, Tonino Baliardo, Nicolas Reyes    | Poke and Tone, Rooney, Dan Shea | 6:14       |
| 3.               | "Too Late"                                               | Rooney, Lopez, Alvin West                                                                     | West, Rooney                    | 4:27       |
| 4.               | "Feelin' So Good" (cùng Big Pun và Fat Joe)              | Rooney, Lopez, Christopher Rios, Joseph Cartagena, Sean Combs, Steven Standard, George Logios | Combs                           | 5:26       |
| 5.               | "Let's Get Loud"                                         | Emilio Estefan, Kike Santander                                                                | Estefan, Santander              | 3:59       |
| 6.               | "Could This Be Love"                                     | Lawrence Dermer                                                                               | Estefan, Dermer                 | 4:25       |
| 7.               | "No Me Ames" (Tropical Remix) (song ca với Marc Anthony) | Giancarlo Bigazzi, Marco Falagiani, Ignacio Ballesteros, Aleandro Baldi                       | Estefan                         | 5:04       |
| 8.               | "Waiting for Tonight"                                    | Maria Christensen, Michael Garvin, Phil Temple                                                | Ric Wake                        | 4:06       |
| 9.               | "Open Off My Love"                                       | Darrell Branch, Kyra Lawrence, Lance Rivera                                                   | Branch                          | 4:34       |
| 10.              | "Promise Me You'll Try"                                  | Peter Zizzo, Lopez                                                                            | Wake                            | 3:52       |
| 11.              | "It's Not That Serious"                                  | R. Jerkins, F. Jerkins III, Rooney, Lopez, Loren Dawson                                       | Jerkins, Dawson                 | 4:16       |
| 12.              | "Talk About Us"                                          | Rooney                                                                                        | Rooney, Shea                    | 4:34       |
| 13.              | "No Me Ames" (Phiên bản Ballad)                          | Bigazzi, Falagiani, Ballesteros, Baldi                                                        | Shea                            | 4:39       |
| 14.              | "Una Noche Más"                                          | Christensen, Garvin, Temple, Manny Benito                                                     | Wake                            | 4:06       |
| Tổng thời lượng: | Tổng thời lượng:                                         | Tổng thời lượng:                                                                              | Tổng thời lượng:                | 64:01      |

## Xếp hạng
| Bảng xếp hạng (1999)                    | Vị trí xếp hạng |
| --------------------------------------- | --------------- |
| Australian ARIA Albums Chart            | 11              |
| Austrian Albums Chart                   | 7               |
| Belgian Albums Chart (Flanders)         | 10              |
| Belgian Albums Chart (Wallonia)         | 6               |
| Canadian Albums Chart                   | 5               |
| Dutch Albums Chart                      | 6               |
| Finnish Albums Chart                    | 15              |
| French Albums Chart                     | 15              |
| German Albums Chart                     | 3               |
| Hungarian Albums Chart                  | 14              |
| Japanese Albums Chart                   | 20              |
| New Zealand Albums Chart                | 18              |
| Norwegian Albums Chart                  | 14              |
| Swedish Albums Chart                    | 20              |
| Swiss Albums Chart                      | 3               |
| UK Albums Chart                         | 14              |
| U.S. Billboard 200                      | 8               |
| U.S. Billboard R&B/Hip-Hop Albums Chart | 8               |
| U.S. Billboard Internet Albums          | 10              |

## Số lượng đĩa bán và chứng nhận
| Hiệp hội          | Chứng nhận  | Số bán    |
| ----------------- | ----------- | --------- |
| Argentina CAPIF   | Bạch kim    | 40,000    |
| Úc ARIA           | Vàng        | 35,000    |
| Áo IFPI           | Vàng        | 10,000    |
| Canada CRIA       | 5× Bạch kim | 500,000   |
| Châu Âu IFPI      | Bạch kim    | 1,000,000 |
| Phần Lan IFPI     | Vàng        | 15,000    |
| Pháp SNEP         | 2× Vàng     | 210,000   |
| Đức IFPI          | Vàng        | 250,000   |
| Hà Lan NVPI       | Bạch kim    | 60,000    |
| New Zealand RIANZ | 2× Bạch kim | 30,000    |
| Phần Lan ZPAV     | Bạch kim    | 60,000    |
| Thụy Sĩ IFPI      | Vàng        | 15,000    |
| Anh BPI           | Bạch kim    | 300,000   |
| Hoa Kỳ RIAA       | 3× Bạch kim | 3,000,000 |
| Toàn thế giới     | —           | 8,000,000 |